# Équipe du Nigeria de rugby à XV
L'équipe du Nigeria de rugby à XV rassemble les meilleurs joueurs de rugby à XV du Nigeria et est membre de Rugby Afrique.
Elle est 79e au classement de l'IRB au 28 avril 2014.

## Palmarès
- CAR Castel Beer Trophy : Vainqueur du tournoi (groupe nord) en  2007.

- Coupe d'Afrique 
  - 2008 : qualifié

- Coupe du monde
  - 1987 : non invité
  - 1991 : pas qualifié
  - 1995 : pas qualifié
  - 1999 : pas qualifié
  - 2003 : pas qualifié
  - 2007 : pas qualifié
  - 2011 : pas qualifié